# غينزون (بافيا)
غينزون (بالإيطالية: Genzone)‏ هي بلدة تقع في مقاطعة بافيا بإقليم لومبارديا في شمال إيطاليا. تبلغ مساحة هذه المدينة 4 (كم²)، وترتفع عن سطح البحر م، بلغ عدد سكانها 348 نسمة في عام 2004 حسب إحصاء المعهد الوطني للإحصاء.

## السكان
في سنة 1861 بلغ عدد السكان 825 نسمة، وتطور العدد ليصل في سنة 2011 لـ 358 نسمة.
يظهر هذا المخطط البياني تطور النمو السكاني لـ غينزون (بافيا)